# Contea di Reeves
La contea di Reeves in inglese Reeves County è una contea dello Stato del Texas, negli Stati Uniti. La popolazione al censimento del 2010 era di 13 783 abitanti Il capoluogo di contea è Pecos La contea è stata creata nel 1883 ed organizzata l'anno successivo. Il suo nome deriva da George Robertson Reeves (1826–1882), un colonnello e legislatore del Texas.

## Geografia
| Anno | Popolazione | ±%     |
| ---- | ----------- | ------ |
| 1890 | 1,247       | Note:  |
| 1900 | 1,847       | 48.1%  |
| 1910 | 4,392       | 137.8% |
| 1920 | 4,457       | 1.5%   |
| 1930 | 6,407       | 43.8%  |
| 1940 | 8,006       | 25.0%  |
| 1950 | 11,745      | 46.7%  |
| 1960 | 17,644      | 50.2%  |
| 1970 | 16,526      | −6.3%  |
| 1980 | 15,801      | −4.4%  |
| 1990 | 15,852      | 0.3%   |
| 2000 | 13,137      | −17.1% |
| 2010 | 13,783      | 4.9%   |

Secondo l'Ufficio del censimento degli Stati Uniti d'America la contea ha un'area totale di 2642 miglia quadrate (6840 km²), di cui 2635 miglia quadrate (6820 km²) sono terra, mentre 6,7 miglia quadrate (17 km², corrispondenti allo 0,3% del territorio) sono costituiti dall'acqua.

### Strade principali
- Interstate 10
- Interstate 20
- U.S. Highway 285
- State Highway 17

### Contee adiacenti
- Eddy County (nord)
- Loving County (nord-est)
- Ward County (est)
- Pecos County (sud-est)
- Jeff Davis County (sud-ovest)
- Culberson County (ovest)